# Слободан Качар
Слободан Качар (Перућица, 15. септембар 1957) је бивши боксер. Освојио је златну медаљу у полутешкој категорији до 81. килограма за Југославију на Олимпијским играма 1980. у Москви и исте године је именован за најбољег спортисту Југославије.
Једини је наш боксер који је освојио златну олимпијску медаљу и титулу светског професионалног првака у четири најзначајније светске верзије: ВБЦ, ВБА, ИБФ и ВБО. Током 8 година и 4 месеца није доживео пораз и у том периоду је имао 99 узастопних победа у аматерској и 21 у професионалној конкуренцији, чиме је јединствен у историји светског бокса. Такође је вишеструки првак Југославије, Балкана и медитерански шампион. Млађи је брат боксера Тадије Качара, који је освојио сребрну медаљу на Олимпијским играма 1976.
Био је председник Боксерског савеза Србије и члан Извршног комитета Европске боксерске федерације.

## Биографија
Породица води порекло из села код Требиња. Због сукоба са Турцима и крвних освета била је принуђена да се пресели, најпре у Босанско Грахово, а затим у Перућицу код Јајца, као и да промени презиме из Милићевић у Качар. Презиме су одабрали јер су били мајстори за прављење каца. Исто као и двојица старије браће (Сретен и Тадија) рођен је у Перућици, од оца Гојка и мајке Стане. Од његове четврте године браћа су живела практично без родитеља, који су одлазили на рад у Швајцарску, па у Аустрију и Немачку, тако да су за то време расли уз бабу и деду. Крајем 1971. године, преселили су се на салаш код Ветерника, поред Новог Сада, док су деда и баба остали да живе у Босни.
Заједно са Тадијом је почео да тренира бокс када је имао 14 година. У почетку, за разлику од старијег брата, који је био снажнији, није имао подршку родитеља. Играо је за спортски клуб „Војводина“ у Новом Саду, од 1972. године. Старији брат Сретен определио се да постане адвокат, док су Тадија и Слободан дипломирали на Факултету спорта и физичког васпитања у Новом Саду.
Током 1970-их четири пута је освојио титулу првака Југославији.

## Летње олимпијске игре 1980.
Као увертира за пласман на Олимпијске игре у Москви 1980. године очекивало се да ће бити организован меч између два брата Качара: Тадије и Слободана, али је Тадија, који је на претходној олимпијади у Монтреалу 1976. освојио сребрну медаљу, на припремама на Жабљаку одустао од прилике за пласман, пошто није желео да се бори против млађег брата. Тако се Слободан за олимпијске игре изборио после доминантне победе над Драганом Вујковићем. На олимпијским играма је за противнике имао Танзанијца Михаела Носора, а затим двоструког првака Европе у полутешкој категорији, Совјета Давида Квачадзеа. У полуфиналну је победио Херберта Бауха из Источне Немачке, кога је савладао нокаутом у другој рунди. А 2. августа, у финалу се борио против Пољака Павела Скжеча, који се током меча два пута нашао у нокдауну. Одлуком судија је постао олимпијски победник на поене (4:1). При повратку у Ветерник, са аеродрома су га одвезли ка Новом Саду, где га је дочекало 15.000 људи.

## Професионална каријера
Професионалну боксерску каријеру наставио је у Италији и САД. Светски професионални првак у ИБФ верзији је постао 21. децембра 1985. у Пезару у Италији, уз америчког тренера Анђела Дандија, италијанског порекла. Тог дана, у 15 рунди, одлуком судија на поене је победио Американца Едија Мустафу Мухамедому.
По завршетку спортске каријере радио је као професор и тренер. У Нови Сад се вратио 2003. године, када је га је ангажовао БК „Војводине“, клуб у коме је започео каријеру.
У марту 2004. је изабран за председника Боксерског савеза Србије и Црне Горе. Са функције председника Боксерског савеза Србије је смењен 2009. године, због чега се жалио Врховном суду Србије, који је поништио ту одлуку, али није враћен на функцију.

## Породица
Крајем 80-их година узео је америчко држављанство. Има кућу и мотел у Мајами Бичу, а у Ветернику, на салашу, производњу картонаже за све врсте паковања. Са супругом Славенком, родом из Сплита, има ћерке Милену и Марину.
Слободан и Тадија Качар су стричеви репрезентативаца Србије фудбалера Гојка Качара  и стреличарке Катарине Качар.